# Pterolophia griseofasciata
Pterolophia griseofasciata là một loài bọ cánh cứng trong họ Cerambycidae.